# Chiesa di Sant'Agnese (Lodi)
La chiesa di Sant'Agnese  è un  luogo di culto cattolico di Lodi.

## Storia
La chiesa di Sant'Agnese fu costruita a partire dal 1351 all'interno del monastero degli Agostiniani, ordine dedito agli studi e molto vicino al papa. Dopo la soppressione di tale ordine decretata il 23 giugno 1798 dalla Repubblica Cisalpina, la chiesa divenne “sussidiaria” di quella di San Lorenzo.
Un forte impulso all'ampliamento della costruzione fu dato nel 1393 quando divenne vescovo di Lodi l'agostiniano Bonifacio Bottigella, che resse la diocesi fino al 1404, ovvero nel momento più puro dell'architettura gotica lombarda.
L'abside poligonale e il campanile a due ordini, molto simile a quello della cattedrale, sono visibili soltanto dal chiostro.
Il campanile ospita un concerto di 3 campane, intonate in scala di SI bemolle maggiore, realizzate dai fratelli Barigozzi di Milano, con una loro particolare sagoma, detta ultraleggera.

## Descrizione

### Esterno
La facciata è coeva a quella della chiesa di San Lorenzo e presenta molti caratteri simili. Le caratteristiche principali sono una verticalità molto accentuata, le due monofore a sesto acuto che poggiano su un marcapiano ad archetti intrecciati e i pinnacoli-acroteri del frontone. La lunetta con l'affresco raffigurante sant'Agnese è un rifacimento della fine del XIX secolo.

### Interno

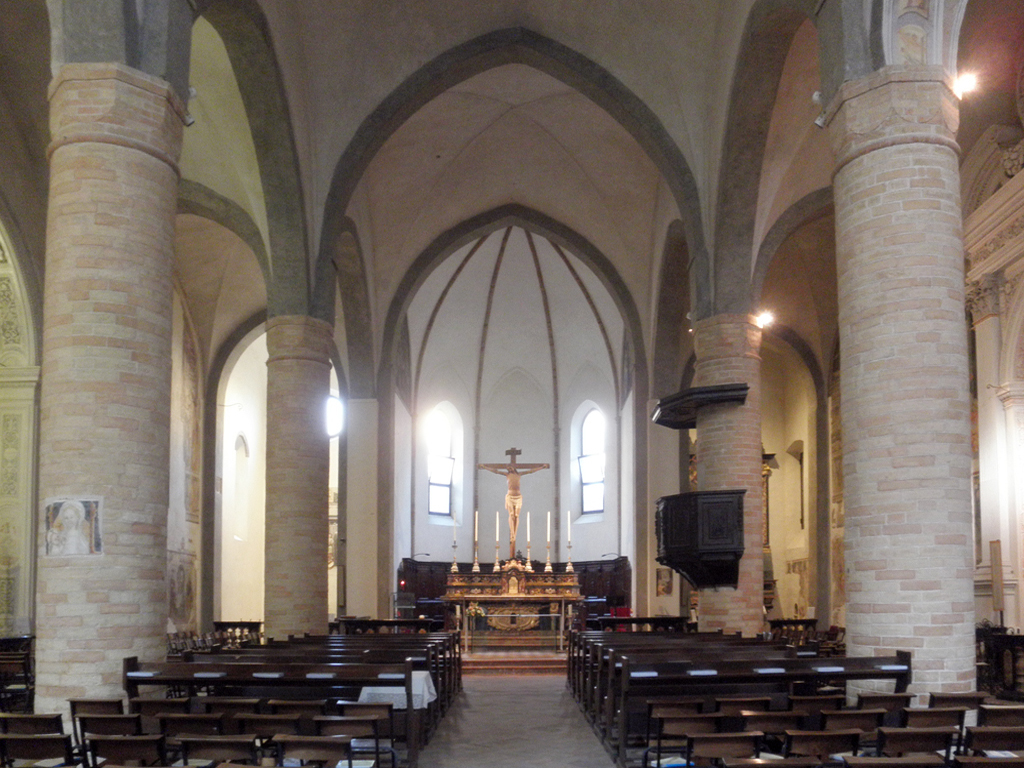
L'interno

L'interno è a tre navate di pari altezza, con volte a crociera rette da pilastri cilindrici in mattoni. La struttura, tipicamente “a sala” (“Hallenkirche”), è ancora quasi completamente integra, mentre questo non vale per le opere pittoriche tardogotiche che erano presenti sulle pareti.

#### Il Polittico Galliani

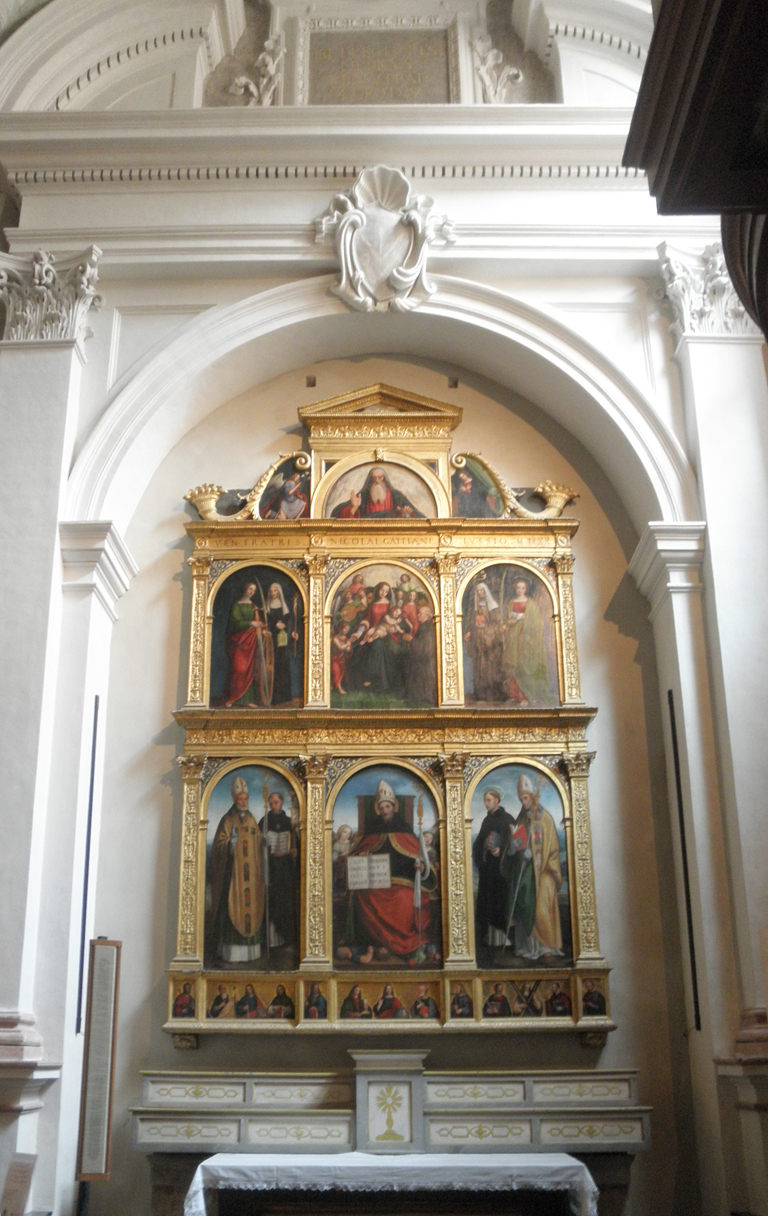
Il Polittico Galliani

L'opera pittorica più importante conservata nella chiesa è sicuramente il Polittico Galliani (1520) di Albertino Piazza, che in origine doveva essere la pala d'altare maggiore, e in seguito venne collocata nella prima cappella della navata destra. Si tratta di un olio su tavola dalle dimensioni considerevoli: 420x280 cm.
Nel timpano della cimasa è raffigurato lo Spirito Santo sotto forma di colomba bianca fra raggi di luce, mentre nella lunetta al centro vi è il Padre Eterno benedicente e ai lati l’Angelo Annunciante e la Vergine Annunciata.
Nel registro superiore, a sinistra ci sono Santa Caterina d'Alessandria, con i simboli del martirio e Santa Monica che veste l'abito delle Agostiniane e regge il Crocefisso ed una borsa con libri; al centro la Vergine in trono che regge il bambino, il quale benedice l'abate Nicola Galliani, committente del polittico. A destra, Santa Chiara da Montefalco, anch'essa in abiti agostiniani, raffigurata mentre regge un giglio ed un cuore ardente, e Sant'Agnese, con la palma del martirio e l'agnello.
Nel registro inferiore, a sinistra San Bassiano, in abiti da Vescovo, e San Nicola da Tolentino, in abito agostiniano, con un giglio, il Crocefisso ed un libro aperto su cui si può leggere: “Praecepta patris mei servavi et omne ornatum saeculi contempsi”. Al centro Sant'Agostino in trono che mostra un libro aperto su cui è scritta la regola evangelica (“Ante omnia fratres carissimi diligatur Deus deinde proximus”), e schiaccia con i piedi tre eretici (donatisti, manichei, pelagiani). A destra infine c'è un Santo Vescovo (probabilmente Sant'Alberto Quadrelli, compatrono della Diocesi di Lodi), ed un Santo Agostiniano (San Giovanni Bono).
Nella predella in basso c'è Cristo fra i dodici apostoli.
Il Polittico fu commissionato da Nicola Galliani in occasione della sua elezione a priore degli Agostiniani Conventuali di Santa Agnese, avvenuta nel 1518 e reca come data di consegna il 1520.

#### Altre opere
Fra gli altri tesori artistici di questa chiesa si annoverano un trittico a bassorilievo in terracotta raffigurante Cristo di pietà fra i Santi Cristoforo e Martino e un committente, che si trova sulla parete della navata destra, e un crocefisso ligneo quattrocentesco situato al centro dell'abside.
Sempre nell'abside ci sono due affreschi seicenteschi nelle lunette che sovrastano il coro, nei quali è raffigurato Sant'Agostino che predica e Sant'Agostino morente.
Un altro affresco importante si trova nella cappella a sinistra dell'altare maggiore, e raffigura la Vergine col Bambino fra Sant'Agostino e Santa Caterina da Siena, attribuito inizialmente al Bergognone, poi a Matteo della Chiesa, pittore pavese attivo anche all'Incoronata di Lodi.
Sopra al portale di ingresso si trova l'organo, costruito dal bergamasco Carlo Bossi nel 1834.

### Fonti
- Giovanni Agnelli, Lodi ed il suo territorio nella storia, nella geografia e nell'arte, Lodi, 1917. ISBN non esistente.
- Beatrice Ambreck et al., Atlante della nuova Provincia di Lodi, Lodi, Il Giorno, 1996. ISBN non esistente.
- Vittorio Bottini, Alessandro Caretta e Luigi Samarati, Lodi - Guida artistica illustrata, Lodi, Edizioni Lodigraf, 1979. ISBN non esistente.
- Sergio Galuzzi (a cura di), Lodi in un giorno, Lodi, Giona, 2000. ISBN non esistente.

### Testi di approfondimento
- Elisabetta Rurali, Sant'Agnese a Lodi, in Roberto Cassanelli (a cura di), Lombardia gotica, Milano, Jaca Book, 2002,  pp. 297-298, ISBN 88-16-60275-9.
- P. L. Maiocchi, S. Agnese in Lodi e il suo convento, in Archivio storico lodigiano, anno CXXV, Lodi, edito dalla Società Storica Lodigiana, 2006,  pp. 299-370, ISSN 0004-0347 (WC · ACNP).
- P. L. Maiocchi, S. Agnese in Lodi e il suo convento (seconda parte), in Archivio storico lodigiano, anno CXXVI, Lodi, edito dalla Società Storica Lodigiana, 2007,  pp. 259-386, ISSN 0004-0347 (WC · ACNP).
- P. L. Maiocchi, S. Agnese in Lodi e il suo convento (terza parte), in Archivio storico lodigiano, anno CXXVIII, Lodi, edito dalla Società Storica Lodigiana, 2009-2010,  pp. 207-296, ISSN 0004-0347 (WC · ACNP).